# Malchow (Göritz)
Malchow ist ein bewohnter Gemeindeteil der Gemeinde Göritz des Amtes Brüssow (Uckermark) im Landkreis Uckermark in Brandenburg.

## Geografie
Durch den Ort führt die Bundesstraße 109. Sonst ist östlich die Bundesautobahn 20 und westlich die Ucker. Nördlich befinden sich die Landesgrenze zu Mecklenburg-Vorpommern und die Eiskellerberge-Os bei Malchow. 

## Geschichte
Der Ort wurde das erste Mal im Landbuch Kaiser Karls IV. von 1375 erwähnt. Der Ort entwickelte sich zum festen Rittersitz und wurde teils nur auch als Nebengut genutzt. Die längste Periode war es ein Besitz der Familie von Wedel und wurde mehrfach durch die verschiedene Familienlinie vererbt oder weiter gegeben. Mit Georg Wilhelm von Wedel-Göritz (1661–1730) aus dem Haus Göritz-Malchow setzte eine gewisse Konstanz ein. In seiner Hand waren alle uckermärkischen Güter der von Wedel, Malchow, Göritz, Dauer, Polzow, Roggow und Wetzenow sowie weitere Besitzungen in Pommern. Besagter Georg Wilhelm von Wedel war Landesdirektor der Uckermark, auch sein ältester Sohn der Landrat Friedrich Wilhelm von Wedel übte diese Funktion aus. Die anderen Söhne gingen zum Militär. Sowohl Oberstleutnant Georg Vivigenz von Wedel sowie Generalleutnant Carl Heinrich von Wedel erhielten mit dem Pour le Mérite die höchste militärische Auszeichnung Preußens. Deren indirekter Nachfahre Major Joachim Gottlieb von Wedel (1726–1773) auf Malchow, vermählt mit Charlotte von Bessel, gab das Gut dann seinem ältesten Sohn Friedrich Wilhelm von Wedel, verheiratet mit Wilhelmine Philippine Charlotte von Winterfeld. Die genealogische Erblinie zu Malchow geht aber über den zweiten Sohn des Vorgenannten, den Ritterschaftsrat Karl Georg Gottlieb von Wedel-Dauer. Der Ritterschaftsrat und Minister des Königlichen Hauses Preussen mit Wohnsitz in Berlin Friedrich von Wedel besaß dann zwischenzeitlich Malchow und gemeinschaftlich mit Herrn von Wedel-Göritz vier weitere Güter. Hasso Sebastian Georg von Wedell-Malchow (1859–1935) ist der vorletzte Gutsherr der Familie am Ort. Um 1880 umfasste Gut Malchow nach dem General-Adressbuch der Rittergutsbesitzer 706,30 ha, inklusive 19,56 ha Waldbesitz. Vor der großen Wirtschaftskrise in den Jahren 1929/1930 betrug der Malchower Gutsbesitz etwa 782,00 ha, geleitet durch den Administrator Nagel. Administratoren wurden den Gutsbesitzern oft von den Kreditgebern der Ritterschaftsbank zur Seite gestellt. Letzter Grundbesitzer bis zur Bodenreform 1945 war ab 1914 der spätere Hauptmann und Ehrenritter des Johanniterordens Hasso von Wedel (1892–1956).
Aus dem Gutshof wurde in der DDR eine Landwirtschaftliche Produktionsgenossenschaft, jetzt Agrargenossenschaft.

## Sehenswürdigkeiten
- Die Dorfkirche, die heute zum Pfarrsprengel Schönfeld (Evangelische Kirche Berlin-Brandenburg-schlesische Oberlausitz) gehört, ist ein Bauwerk aus Feldstein mit Holzturm.[11][12][13]
- FFH-Gebiet Malchower Os[14]

## Persönlichkeiten
- Friedrich von Wedell-Malchow (1823–1890), Mitglied des Reichstages,[15] geboren in Malchow